# Kaple Narození Panny Marie (Polánka)
Kaple Narození Panny Marie je římskokatolická kaple ve vesnici Polánka, části města Moravský Krumlov.

## Historie
Polánka po třicetileté válce patřila do farnosti Moravský Krumlov a v obci nebyl kostel. Od roku 1785 patří do farnosti Řeznovice. S přispěním majitele Polánky (moravskokrumlovského panství) zde byla roku 1842 postavena kaple. Kvůli nedostatečnému prostoru pro věřící byla roku 1899 vystavěna kaple nová.

## Popis
Jde o kapli ve farnosti Řeznovice, bohoslužby se zde slouží jednou měsíčně (třetí sobotu v měsíci).